# 圣奥索拉-马尔皮吉综合医院
圣奥索拉-马尔皮吉综合医院（意大利语：Azienda ospedaliero-universitaria Policlinico Sant’Orsola Malpighi）是一所大学和公立医院。它是意大利最大的医院，也是博洛尼亚市的四家公立医院中的第一家。
综合医院拥有约1，535张病床和5，153名员工（857名医生）。每年门诊69,000人次，急诊139，000人次，手术33,000例，300万次检查。在某些领域（肿瘤血液学、肝病学、儿外科）具有国际水准。
该医院隶属于博洛尼亚大学医学和外科学院。